# Меленевська Зінаїда Семенівна

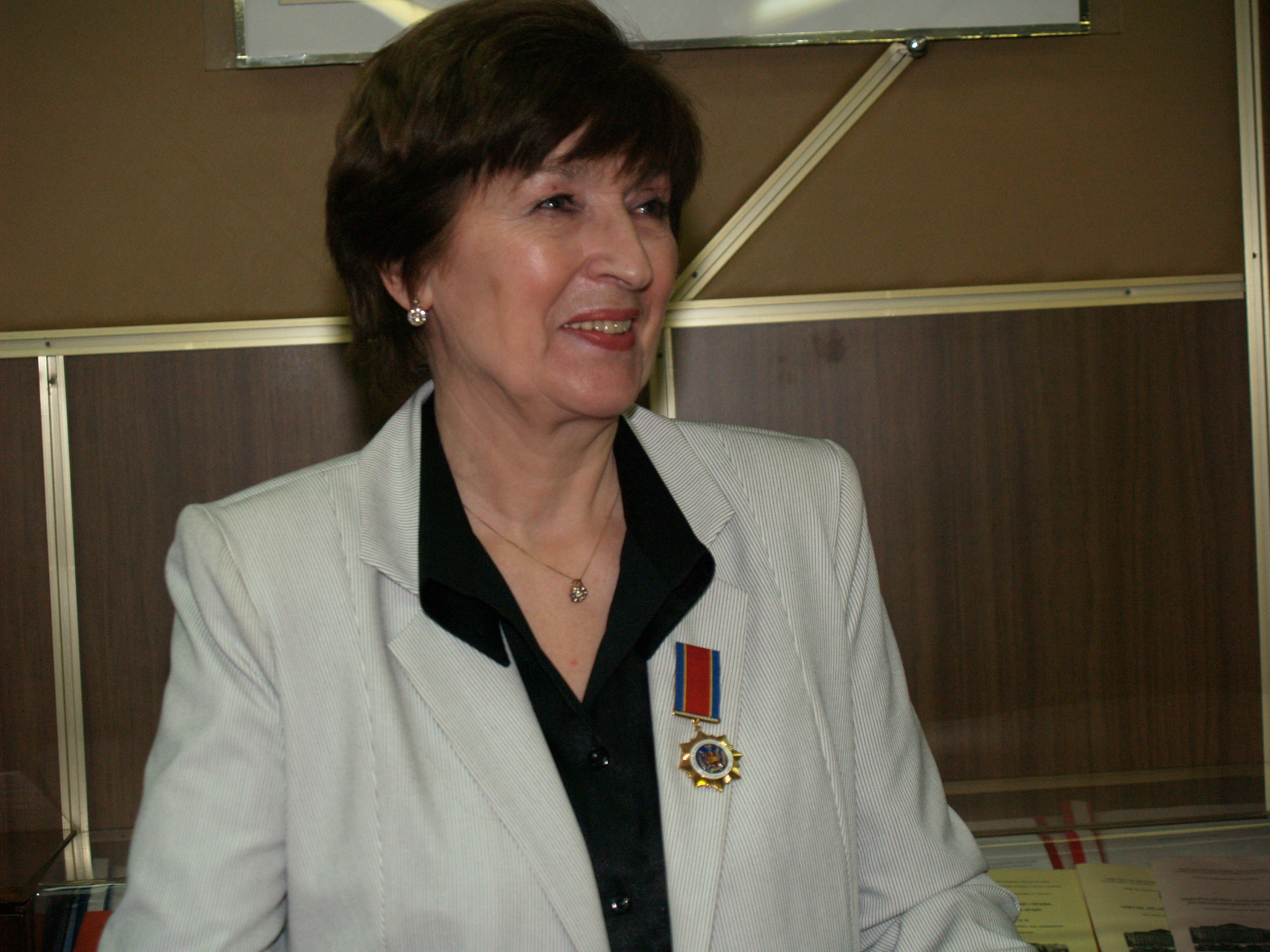

Зінаїда Семенівна Меленевська (30 січня 1938, Київ — 20 березня 2016, Київ) — український науковець, кандидат юридичних наук, старший науковий співробітник Київського НДІ судових експертиз. Професор кафедри криміналістичних експертиз Національної академії внутрішніх справ.

## Життєпис
Народилася Зінаїда Семенівна в м. Києві 30 січня 1938 року в родині службовців. 
З 1961 року, після закінчення юридичного факультету Київського державного університету імені Тараса Шевченка, працювала в Київському НДІ судових експертиз у лабораторії судово-почеркознавчих досліджень на посадах молодшого наукового співробітника, старшого наукового співробітника (1973), завідувача лабораторії судово-почеркознавчих досліджень (1983), заступника директора з наукової роботи (1998).
У 1972 році Зінаїда Семенівна Меленевська захистила дисертацію на здобуття наукового ступеня кандидата юридичних наук на тему: «Теоретичні та методичні питання проведення повторних почеркознавчих експертиз у кримінальному судочинстві» (спеціальність 12.00.09), згодом, у 1978 році їй було присвоєно вчене звання старшого наукового співробітника.
У 2004—2015 роках Зінаїда Семенівна Меленевська працювала в Навчально-науковому інституті підготовки слідчих і криміналістів Київського національного університету внутрішніх справ (від 2010 року — Навчально-науковий інститут № 2 Національної академії внутрішніх справ) на посаді професора кафедри криміналістичних експертиз.
Померла 20 березня 2016 року у Києві.

## Наукова  діяльність
Напрямками наукової діяльності Зінаїди Семенівни були: повторні експертизи в кримінальному судочинстві, психологія та оціночна діяльність експерта, динамічні характеристики почеркових об’єктів, тощо.
Меленевська Зінаїда Семенівна була автором більше, ніж 70 наукових праць, серед яких методичні посібники, розділи у підручниках, статті. Зокрема: 
- «Теорія і практика повторних почеркознавчих експертиз»;
- «Психологічні особливості діяльності комісій експертів-почеркознавців та шляхи її вдосконалення»;
- «Оцінка ознак, протилежних висновку, на заключній стадії ідентифікаційного дослідження».

## Нагороди
У 2001 році стала переможцем другого Всеукраїнського конкурсу на краще професійне досягнення «Юрист року» за 2000 рік у номінації «Юрист — науковий співробітник».
У 2003 році наказом Міністерства юстиції України від 16.12.2003 р. № 1782/к її нагороджено відомчою заохочувальною відзнакою Міністерства юстиції України і нагрудним знаком «За заслуги». Також нагороджена Почесними грамотами Міністра юстиції СРСР та Міністра юстиції України.